# پایگاه هوایی مارتیز ترنکویلیتی
پایگاه هوایی مارتیز ترنکویلیتی (به انگلیسی: Marty's Tranquility Base) یک فرودگاه همگانی است که یک باند فرود آب دارد و طول باند آن ۲۴۶۹ متر است. این فرودگاه در شهر پریور لیک، مینه‌سوتا کشور ایالات متحده آمریکا قرار دارد و در ارتفاع ۲۷۸ متری از سطح دریا واقع شده‌است.